# آندرس مازالی
آندرس مازالی (اسپانیایی: Andrés Mazali‎; ۲۲ ژوئیهٔ ۱۹۰۲ – ۳۰ اکتبر ۱۹۷۵) بازیکن و مربی فوتبال و بازیکن بسکتبال اهل اروگوئه بود.
از باشگاه‌هایی که در آن بازی کرده‌است می‌توان به باشگاه فوتبال ناسیونال اروگوئه اشاره کرد.